# Lispe uliginosa
Lispe uliginosa är en tvåvingeart som beskrevs av Fallen 1825. Lispe uliginosa ingår i släktet Lispe och familjen husflugor. Inga underarter finns listade i Catalogue of Life.